# Rouen-Les-Essarts
Rouen-les-Essarts egy versenypálya Rouentól 10 km-re délre, Franciaországban. 1952-ben, 1957-ben, 1962-ben, 1964-ben és 1968-ban Rouenban rendezték a Formula–1 francia nagydíját. 1968-ban Jo Schlesser halálos balesetet szenvedett a Six Fréres kanyarban. Ezután kisebb versenyeket rendeztek a pályán, 1994-ben bezárták.

## Győztesek listája
| Év   | Dátum      | Versenyző          | Csapat         | Riport |
| ---- | ---------- | ------------------ | -------------- | ------ |
| 1968 | Július 7.  | Jacky Ickx         | Ferrari        | Riport |
| 1964 | Június 28. | Dan Gurney         | Brabham-Climax | Riport |
| 1962 | Július 8.  | Dan Gurney         | Porsche        | Riport |
| 1957 | Július 7.  | Juan Manuel Fangio | Maserati       | Riport |
| 1952 | Július 6.  | Alberto Ascari     | Ferrari        | Riport |

## Külső hivatkozások
- A pálya a StatsF1.com-on